# 타임 워너 센터
타임 워너 센터(Time Warner Center)는 미국 뉴욕 콜럼버스 서클에 위치한 쌍둥이 빌딩이다. 2004년 10월 4일 문을 열었으며, 워너미디어 사옥이다. 지하 1층부터 4층까지는 브랜드 가게와 식당이 있으며, 왼쪽 건물은 CNN 방송사, 오른쪽 건물은 만다린 오리엔탈 호텔이다.

## 같이 보기
- 뉴욕의 마천루 목록